# EDGE-Spezies
Evolutionarily Distinct and Globally Endangered (EDGE)-Spezies sind Tierarten mit einem hohen "EDGE-Wert", einer Kennzahl, die den Erhaltungszustand mit der genetischen Besonderheit des jeweiligen Taxons kombiniert. EDGE-Spezies haben nur wenige nahe Verwandte im Evolutionsbaum oder sind oft das einzige überlebende Mitglied ihrer Gattung oder eines noch höheren taxonomischen Ranges. Sie sind oft extrem ungewöhnlich in Bezug auf ihr Aussehen, ihr Leben und ihr Verhalten sowie ihren genetischen Aufbau. Das Aussterben solcher Arten würde daher einen unverhältnismäßig großen Verlust an einzigartiger Evolutionsgeschichte und biologischer Vielfalt bedeuten.
Das Programm wurde 2007 durch die Zoological Society of London, mit dem Ziel, das Bewusstsein und den Schutz der oben erwähnten Spezies zu erhöhen, gegründet.

## Methodologie

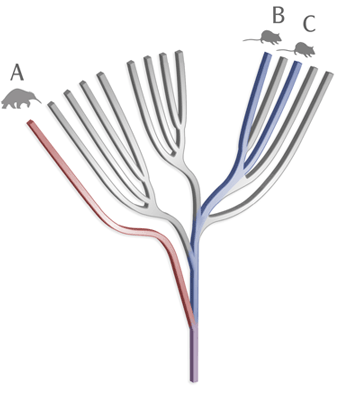
In der obigen Beispiel-Phylogenie hat Art A einen höheren ED-Wert als Art B oder C. Das liegt daran, dass Art A allein auf einem langen Ast des Evolutionsbaums steht, während Art B und C auf kurzen Zweigen leben, umgeben von nahen Verwandten.

Jede Art einer bestimmten taxonomischen Gruppe (z. B. Säugetiere oder Amphibien) wird nach dem Ausmaß ihrer einzigartigen Evolutionsgeschichte (Evolutionary Distinctiveness, ED) und ihrem Erhaltungsstatus (Global Endangerment, GE) bewertet. Anschließend werden diese Werte kombiniert, um jeder Art einen EDGE-Wert zu geben. Die Arten mit hoher ED und GE erhalten die höchsten EDGE-Punkte und sind die vorrangigen Arten.

### ED
Einige Arten sind ausgeprägter als andere, weil sie einen größeren Anteil an einzigartiger Evolution aufweisen. Arten wie die Brückenechse haben keine nahen Verwandten und entwickeln sich seit vielen Millionen Jahren unabhängig voneinander. Andere, wie die Wanderratte oder der Haushund, sind erst vor relativ kurzer Zeit entstanden und haben viele nahe Verwandte.
Eine Möglichkeit, die Einzigartigkeit einer Art zu quantifizieren, ist die Berechnung ihrer evolutionären Unterscheidungskraft (Evolutionary Distinctiveness, ED) anhand eines Evolutionsbaums oder einer Phylogenie. 
Der phylogenetische Baum hat den jüngsten gemeinsamen Vorfahren an der Wurzel, alle heutigen Arten als Blätter und Zwischenknoten an jedem Punkt der Verzweigungsdivergenz. Die Zweige sind in Segmente unterteilt (zwischen einem Knoten und einem anderen Knoten, einem Blatt oder der Wurzel). Jedem Segment wird ein ED-Wert zugewiesen, der definiert ist als die Zeitspanne, die es abdeckt (in Millionen von Jahren), geteilt durch die Anzahl der Arten am Ende des Teilbaums, den es bildet. Die ED einer Art ist die Summe der ED der Segmente, die sie mit der Wurzel verbinden. Ein langer Zweig, der nur wenige Arten hervorbringt, hat also eine hohe ED, da die entsprechenden Arten relativ ausgeprägt sind und nur wenige nahe Verwandte haben. ED-Metriken sind nicht exakt, da sowohl die Anordnung der Knoten als auch die Länge der Segmente mit Unsicherheiten behaftet sind.
Das evolutionär am stärksten ausgeprägte Säugetier der Welt ist das Erdferkel. Die am stärksten ausgeprägte Amphibie ist die Nasenkröte, der am stärksten ausgeprägte Vogel ist der Fettschwalm, und die Brückenechse ist das evolutionär am stärksten ausgeprägte Reptil.

### GE
Die Einstufung der einzelnen Arten als weltweit gefährdet (Global Endangered, GE) basiert auf den Kategorien der Roten Liste der IUCN (vom Aussterben bedroht, stark gefährdet, gefährdet, potenziell gefährdet und nicht gefährdet). Die Rote Liste der bedrohten Arten der IUCN ist die weltweit umfassendste Bewertung des Erhaltungszustands von Pflanzen- und Tierarten. Arten, die vom Aussterben bedroht sind, erhalten eine höhere Punktzahl als weniger bedrohte Arten, die wiederum eine höhere Punktzahl erhalten als nicht vom Aussterben bedrohte Arten.
| Conservation status        | Code | GE score |
| -------------------------- | ---- | -------- |
| Ausgestorben               | EX   | —        |
| In der Natur ausgestorben  | EW   | —        |
| vom Aussterben bedroht     | CR   | 4        |
| bedroht                    | EN   | 3        |
| stark gefährdet            | VU   | 2        |
| potenziell gefährdet       | NT   | 1        |
| nicht gefährdet            | LC   | 0        |
| ungenügende Datengrundlage | DD   | —        |
| nicht beurteilt            | NE   | —        |

### EDGE
Der EDGE-Wert einer Art wird wie folgt aus den Werten für die evolutionäre Unterscheidbarkeit (ED) und für den global gefährdeten Status (GE) abgeleitet:
{\displaystyle {\text{EDGE}}=\ln(1+{\text{ED}})+{\text{GE}}\cdot \ln(2)=\ln[(1+{\text{ED}})\cdot 2^{\text{GE}}]}
EDGE-Spezies sind Arten, die einen überdurchschnittlichen ED-Wert aufweisen und vom Aussterben bedroht sind (stark gefährdet, gefährdet oder anfällig). Derzeit gibt es über 550 EDGE-Säugetierarten (~10 % aller Arten) und über 900 EDGE-Amphibienarten (~13 % aller Arten).  

## Schwerpunktarten
Die Schwerpunktarten werden in der Regel aus den prioritären EDGE-Arten ausgewählt, den Top 100 der Amphibien, Vögel, Säugetiere und Reptilien sowie den Top 25 der Korallen. Bei den Schwerpunktarten kann es sich auch um Arten handeln, die einen sehr hohen EDGE-Wert aufweisen, aber nicht zu den Top-100-EDGE-Arten gehören, wie z. B. der Grottenolm, der über 77 Millionen Jahre ED repräsentiert, aber auf der Roten Liste der IUCN nur als gefährdet eingestuft ist. Außerdem können auch Arten aus Gattungen oder Familien, die eine evolutionär wichtige, vom Aussterben bedrohte Linie repräsentieren, wie z. B. die Eigentliche Querzahnmolche, enthalten sein.